# László Bodnár
Pour les articles homonymes, voir Bodnár.
László Bodnár est un footballeur hongrois né le 25 février 1979 à Mátészalka. Il joue au poste d'arrière ou de milieu gauche.

## Carrière
- 1996-2000 :  Debrecen VSC
- 2000-2003 :  Dynamo Kiev
- 2003-2004 :  Arsenal Kiev (prêt)
- 2004-2006 :  Roda JC
- 2006-2009 :  Red Bull Salzbourg
- 2009-2010:  Debrecen VSC
- 2011-   :  Red Bull Salzbourg

## Palmarès
- Champion d'Ukraine en 2001 et 2003
- Vainqueur de la Coupe d'Ukraine en 2003
- Vainqueur de la Coupe de la CEI en 2002
- Champion d'Autriche en 2007 et 2009
- Champion de Hongrie en 2010
- Vainqueur de la Coupe de Hongrie en 2010
- Vainqueur de la Coupe de la Ligue hongroise en 2010

## Sélections
- 39 sélections pour 0 but avec la Hongrie depuis 2000.